# Trisetum pringlei
Trisetum pringlei là một loài thực vật có hoa trong họ Hòa thảo. Loài này được (Beal) Hitchc. miêu tả khoa học đầu tiên năm 1927.